# 0022アンクルの女
「0022アンクルの女（ぜろぜろににあんくるのおんな、The Girl from U.N.C.L.E 」は、アメリカABC ネットワークで、1966年から1967年にかけて、29話が制作・放送された、スパイもののテレビドラマ。日本では、1967年に日本テレビ系列で放送された。

## 概要
本作は、『0011ナポレオン・ソロ』のスピンオフ作品。国際機関アンクル（U.N.C.L.E.）ニューヨーク本部第2課の女性エージェントであるエイプリル・ダンサーが、ロンドン支部から転任してきたマーク・スレートとコンビを組んで、国際犯罪組織スラッシュの陰謀に立ち向かう物語。二人の上司は、『ナポレオン･ソロ』にも出てくるウェーバーリー課長。
エイプリルとマークは、『ナポレオン･ソロ』の1エピソード『アンクルから来た女』に登場したキャラクターで、メアリー・アン・モブリーとノーマン・フェルが演じていたが、シリーズ化にあたって、ステファニー･パワーズとノエル・ハリソンに変更された。ハリソンのマーク・スレートは、『0014マーク・スレート』のエピソードで、『ナポレオン･ソロ』にも登場している。一方、ナポレオン・ソロとイリヤ・クリヤキンは、基本的に『アンクルの女』には登場しないが、『ママのステッキは火を吹くか』のエピソードでは、ソロが顔を見せている。
元のシリーズ『ナポレオン･ソロ』は、コミカルな作風が特長だったが、本作『アンクルの女』は、それがさらにエスカレートしている。『ナポレオン・ソロ』の人気に乗じて作られ、アメリカでは二番組が並行して放送されたが、ソロとイリヤを演じたロバート・ヴォーンとデヴィッド・マッカラムは、質の低下や視聴者に飽きられることを懸念して、制作に反対していたと言われる。彼らの心配どおり、『アンクルの女』は期待されたほどヒットせずに打ち切られたばかりか、本家の『ナポレオン･ソロ』も、間もなく視聴率の低下で後を追ってしまう結果となった。

## キャスト
- エイプリル・ダンサー：ステファニー・パワーズ（声：野際陽子）
- マーク・スレート：ノエル・ハリソン（声：広川太一郎）
- アレキサンダー・ウェーバリー：レオ・G・キャロル（声：真木恭介）
- ランディ・コーバック：ランディ・ヤービー（声：宗近晴見）

## スタッフ
- 制作総指揮 ：　ノーマン・フェルトン
- 製作： ダグラス・ベントン
- テーマ曲作曲　：　ジェリー・ゴールドスミス ※テーマ曲も『ナポレオン・ソロ』のメロディーの流用であった。

## 関連作品
- 『エイプリル・ダンサー』シリーズ ： ハヤカワポケットミステリ（早川書房）　本作のノベライズ作品（絶版）
  - 『1／アンクルから来た女』 :　マイクル・アヴァロン著、佐和誠 訳
  - 『2／燃える女』 ： マイクル・アヴァロン著、川村哲郎 訳